# Велика награда Тријенала
12. Тријенале керамике 2006. године, отворен у Суботици, је свакако један од најважнијих и најугледнијих изложби које приказују пресек стања и трендова у керамици. На Тријеналу 2006 излаже 65 аутора са преко 100 радова. Изложба је у Модерној галерији која је позната и као Рајхлова палата После 20 априла Тријенале се „сели“ у Београд. Овогодишњи жири састављен од стручњака из више земаља са великом традицијом у керамици није имао лак задатак. Обичај је да се на овој манифестацији додељује Велику награду и награду Тријенала.
Досадашњи добитници Велике награде Тријенала су:
- 2005 - Јасмина Пејчић
- 2006 - Биљана Милановић

Награду Тријенала су добили и :
- 2006 - Олгица Куцина Јелић, Диана Торђаш и Велимир Вукићевић